# Albert II de Vermandois
Albert II (ur. 985/990, zm. prawdopodobnie 1 lutego między 1015 a 1017) – hrabia Vermandois od 993/1002 do 1010/1021. Przedstawiciel dynastii Herbertynów, wywodzącej się od Bernarda Longobardzkiego, nieślubnego syna Pepina (syna Karola Wielkiego). Syn Herberta III de Vermandois i Ermenegardis (prawdopodobnie z Bar-sur-Seine). Władzę objął po śmierci ojca między 993 a 1002 rokiem (Herbert III zmarł zapewne w 993, być może Albert II objął władzę w 1002). Prawdopodobnie przed 10 lipca 1010 roku abdykował na korzyść brata Otto, choć nie jest pewne kiedy ten objął władzę (między 1010 a 1021). Zmarł ok. 1016 roku, zapewne między 1015 a 1017.
Według kronikarza z Cambrai, Baudriego z Noyon, Albert był kłamliwym i rozwiązłym człowiekiem. Gdy dopadły go wyrzuty sumienia, w letargu podążył za mężczyzną idącym do monasteru w Homblières. Tam uleczono go z jego wad, ale wkrótce wrócił do grzesznego życia. Tym razem Bóg miał go pokarać chorobą, która spaliła jego język, a on sam po kilku godzinach zmarł.
Był żonaty z Emmą, ale nie doczekali się dzieci.